# Frano Alfirević
Frano Alfirević, hrvaški pesnik, pisatelj in prevajalec, * 11. september 1903, Zadar, † 2. februar 1956, Zagreb.
Osnovno šolo je obiskoval v Kotorju (1909 do 1913), gimnazijo s prekinitvami v Kotorju in Dobrovniku, zaključne izpite pa je opravil v Kotorju. Jeseni 1922 se je vpisal na Filozofsko fakulteto v Zagrebu ter 1926 diplomiral iz slavistike, francoskega jezika in francoske književnosti. Kot profesor je služboval v Sarajevu, Beogradu, Zagrebu in drugod. Z eseji, potopisi, pesmimi in književnimi razpravami je sodeloval v raznih hrvaških in srbskih književnih revijah. Prevajal je dela Leopardia, Pirandella in drugih iz italijanščine in francoščine. Njegove pesmi so prevedene v italijanski, francoski, nemški in bolgarski jezik.

## Dela
- Pesme (Pesmi, Beograd, 1934)
- More i daleki gradovi (Morje in daljna mesta, Zagreb, 1941)
- Potupisi i eseji (Potopisi in eseji, Zagreb, 1942)
- Izabrane pjesme (Izbrane pesmi, Zagreb, 1952)
- Proza, Izabrani radovi (Proza, Izbrana delaZagreb, 1956)
- Izabrane pjesme (Izbrane pesmi, Zagreb, 1963)
- Pjesme, Esejistička i potupisna proza (Zagreb, 1969)
- Izabrana djela. Pet stoljeća hrvatske književnosti (Zagreb, 1969)